# Alexandru Guran
Alexandru Guran (n. 15 mai 1824, Borlovenii Vechi, România – d. 18 mai 1888, Viena, Austro-Ungaria) a fost un Feldmarschalleutnant român în Armata Comună austro-ungară, comandant al Școlii de Război, apoi șef al Departamentului nr. 5 din Ministerul Austro-Ungar de Război. La sfârșitul carierei sale, Alexandru Guran a îndeplinit funcția de director al renumitului Institut Geografic al Armatei. A fost de asemenea un pictor apreciat.

## Biografie

### Ani de dezvoltare

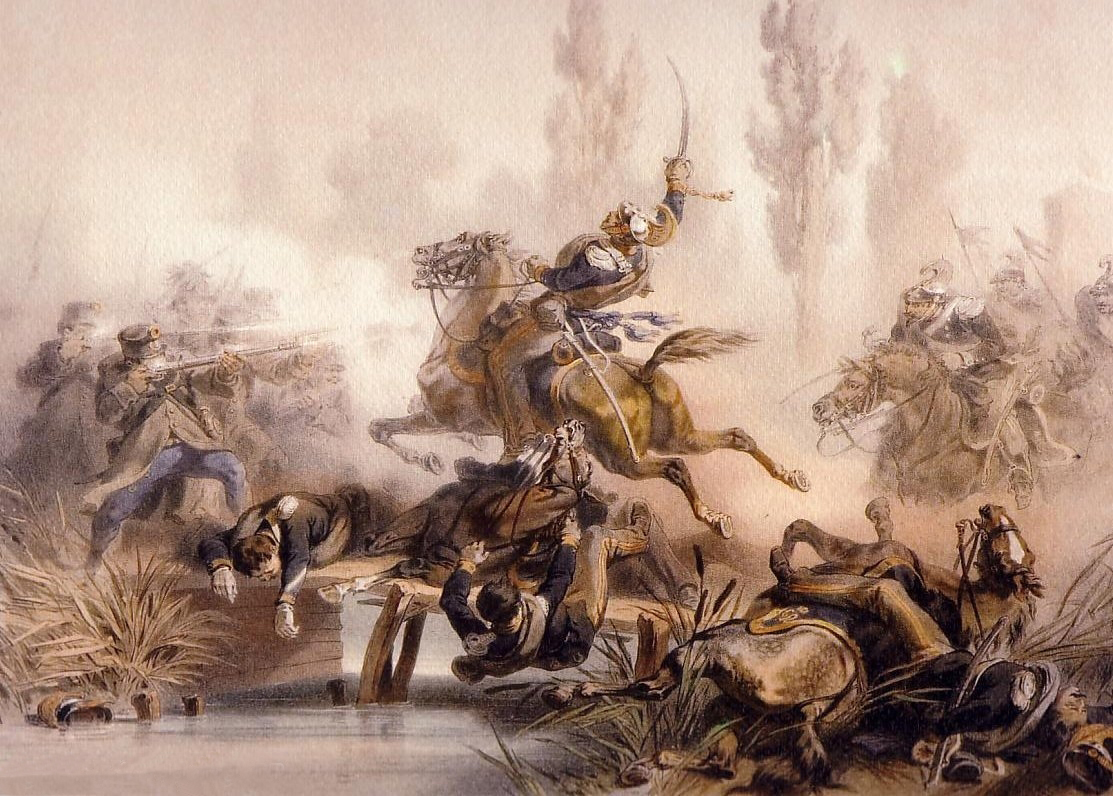
Lupta la Governolo 1848

Alexandru a fost un fiu al locotenentului-colonel, comandant al regimentului român bănățean nr. 13, Moise Guran, originar din Domașnea. A absolvit școala primară în satul natal, după care la Bozovici școala trivială, iar la Caransebeș școala medie. Având pe întreg parcursul școlar rezultate dintre cele mai bune, a fost primit  pe ziua de 29 octombrie 1836 la Academia Militară Tereziană din Wiener Neustadt, pe care a absolvit-o cu rezultate excelente. După absolvirea cursului superior ca sublocotenent, a fost încadrat ca locotenent în regimentul de infanterie Erzherzog Franz Ferdinand d’Este nr. 32 la 30 septembrie 1844.
La 20 august 1848 a fost avansat la gradul de locotenent-major, în care calitate s-a distins în luptele din 1848 și 1849 în Italia la Governolo, Montanara, Curtatone și în bătălia de la Novara. Din acest motiv, a fost numit la 1 decembrie 1850 căpitan de clasa II, și scurt timp mai târziu, la 24 ianuarie 1851, căpitan de clasa I și mutat la secțiunea Statului Major General pentru gestionarea trupelor și magazinelor.
La 1 mai 1859 a fost înaintat în gradul de maior. În anul 1859, participă la războiul austro-italian, luptând pe fronturile de la Magenta și Solferino. În aceste bătălii s-a remarcat ca un bun ofițer, bine pregătit din punct de vedere militar, cu multă inițiativă și curaj, fapt pentru care a fost decorat de împăratul Franz Joseph al Austriei cu expresia de cea mai mare satisfacție și decorat cu Crucea imperială de Merit Militar.

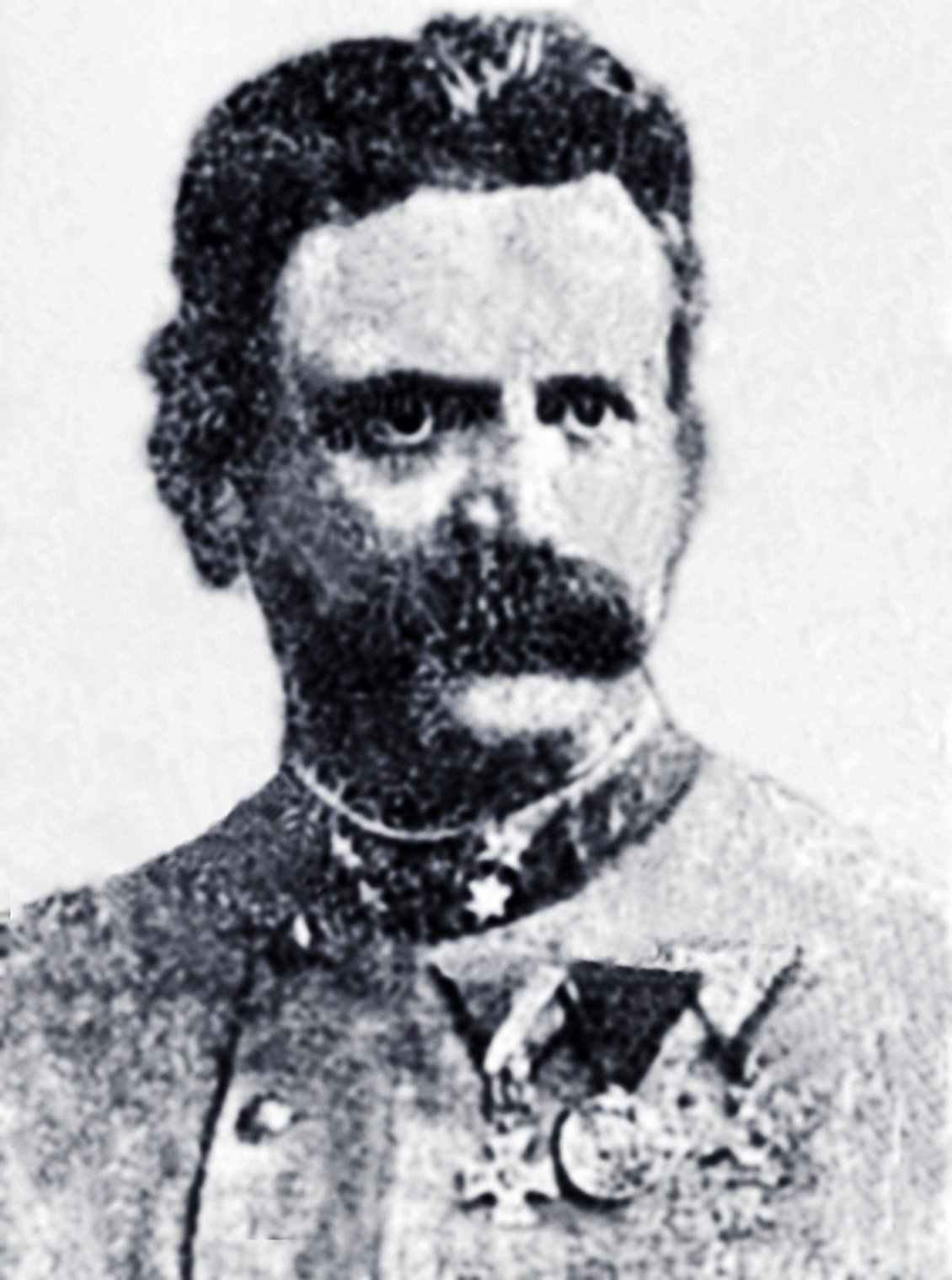
Alexandru Guran ca locotenent-colonel, 1864

### Ca ofițer superior

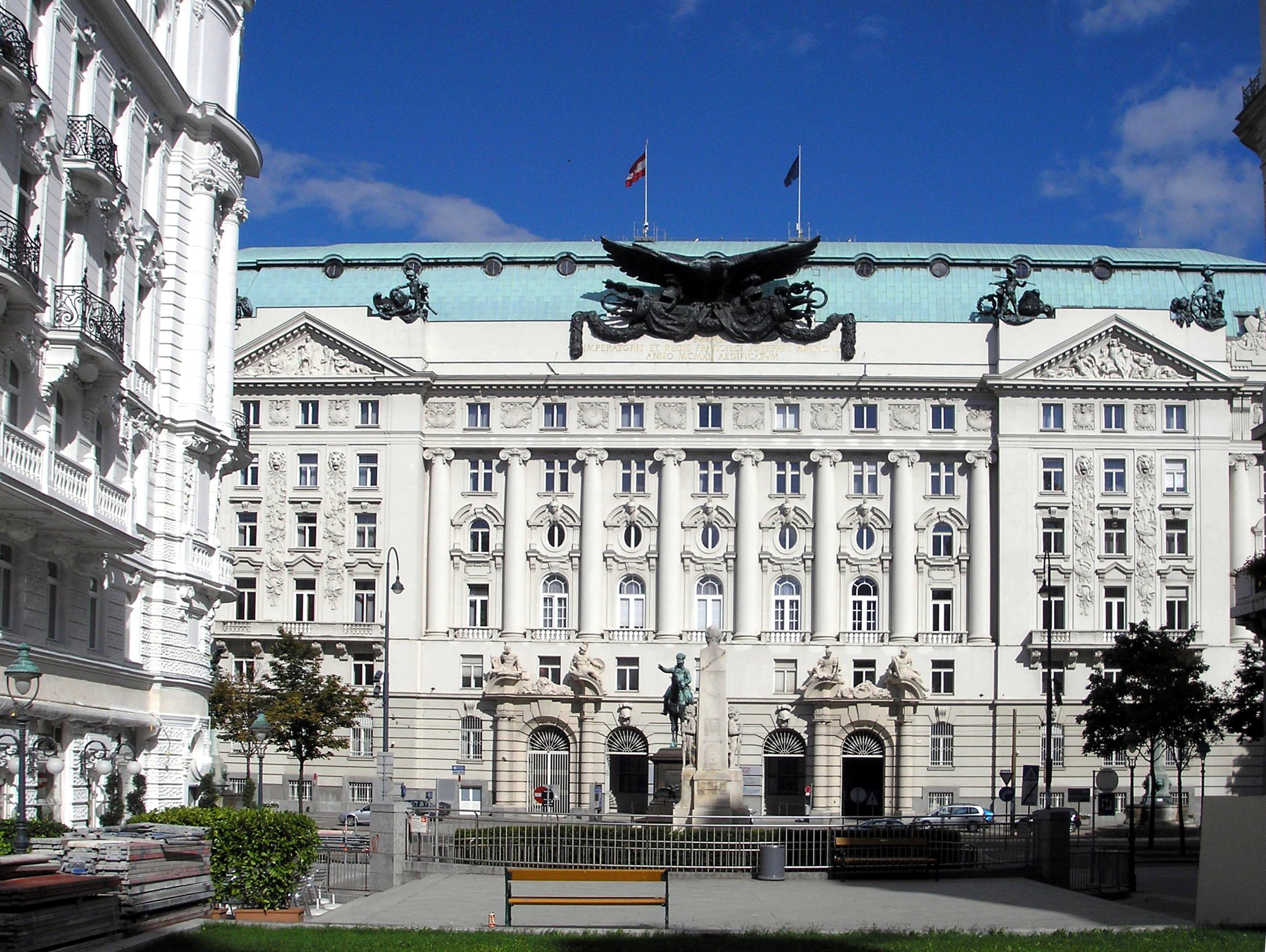
Fostul Minister de Război la Viena

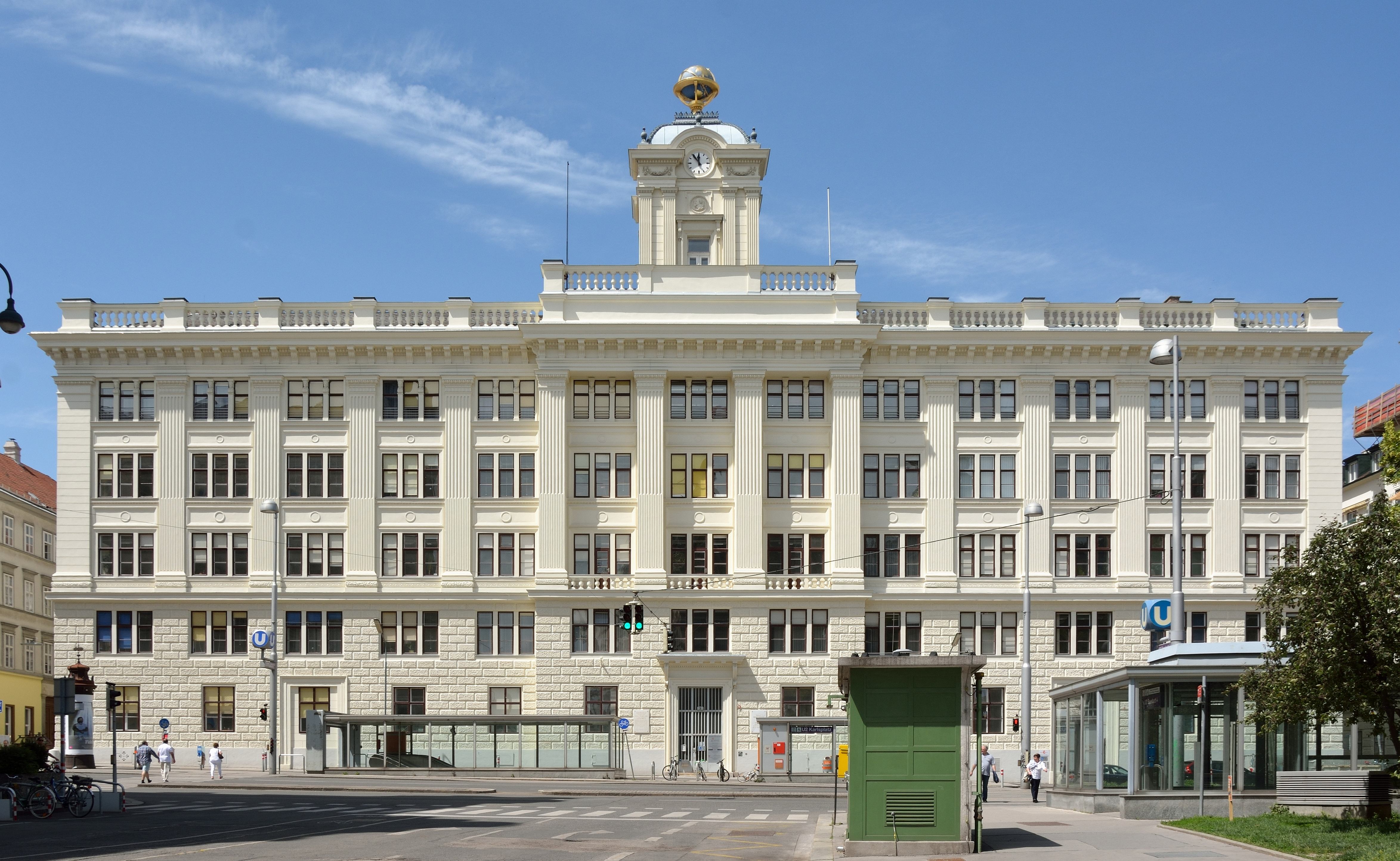
Institutului Geografic Militar din Viena

Guran a fost numit cu rang din 29 martie 1864, locotenent-colonel la secțiunea Statului Major General pentru gestionarea trupelor și magazinelor în corpul armatei, și cu rang de la 5 iulie 1866, înainte de termen, colonel al Statului Major General. În această funcție a servit în timpul campaniei în Italia din 1866 ca șef de stat major la comandamentul militar din Istria, apoi ca șef interimar al statului major al Armatei de Sud. După terminarea campaniei, a preluat pe 26 septembrie 1866 comanda Școlii de Război și a Școlii de Administrație, până când a fost promovat ca șef al departamentului nr. 5 din Ministerul de Război la 3 ianuarie 1869. El a deținut acest post până la 31 octombrie 1872.
La 1 noiembrie 1872 a devenit pentru aproape patru ani comandant al Brigăzii I din divizia VI de infanterie și director al Secției de Topografie din Croația și Slavonia. A fost ridicat la gradul de general de brigadă (Generalmajor) la 23 aprilie 1873 (rang de la 1 mai al anului).
În anul 1876 generalul Guran a fost numit de împăratul Franz Joseph în funcția de director superior al Institutului Geografic Militar din Viena. În această calitate a participat într-un mod remarcabil în publicarea nouă a marii hărți speciale a Imperiului Austro-Ungar, precum și în numeroase alte lucrări cartografice. Împotriva plângerilor formulate de comitetul tehnic militar, cu privire la metodele de preparare ale hărților noi în 1877, a fost apărat de șeful Statului Major General, locotenent-mareșalului Anton Maria Baron von Schönfeld, care a lăudat explicit performanța generalului. Guran s-a bucurat mereu de încrederea împăratului. A fost avansat de el în ziua de 1 mai 1878 la gradul de locotenent-mareșal în aceeași funcție.
Din motive de sănătate, Guran a cerut retragerea s-a din serviciu. Pensionarea lui a fost aprobată la 1 noiembrie 1879. În cercurile militare a fost numărat încă din timpul vieții ca unul dintre cei mai inteligenți și stimați generali din toată armata austro-ungară.
Generalul a murit necăsătorit, departe de Banat, la Viena, unde a fost înmormântat cu onoruri militare. În necrologuri a fost descris drept un om foarte educat, corect și precis, care s-a bucurat de cea mai mare cinstire în armată.

### Artistul
Generalul Alexandru Guran, personalitate complexă, nu a fost numai un militar desăvârșit, dar și un pictor apreciat. Ca pictor s-a axat pe peisaje și flori, în redarea lor folosind cu multă dibăcie nuanțele de verde, albastrul, albul și galbenul. Dealurile împădurite și livezile înflorite din picturile sale amintesc de meleagurile copilăriei. Cu mare drag a pictat și portrete, în care înfățișează oamenii din jurul său.
Fiind un bun cunoscător al sufletului omenesc, realizează portrete de o mare expresivitate, cel mai apreciat fiind tabloul „Femeia cu lumânarea aprinsă”, ce reprezintă o româncă ieșind din casă în toiul nopții cu o lumânare aprinsă, aceasta ferind cu mâna flacăra de vânt. Flacăra proiectează misterios razele asupra pieptului și brațelor, având o umbrire splendidă a feței. Tabloul, împreună cu alte 34 de lucrări, a fost expus la Caransebeș la o expoziție organizată de episcopul Ioan Popasu cu ocazia înființării „Societății Femeilor Ortodoxe din Caransebeș” (1 mai 1891), tablou ce a fost vândut în anul 1925 cu suma de 250.000 lei.
Alexandru Guran a publicat și nuvele în „Familia“ lui Iosif Vulcan din Oradea, de asemenea zeci de articole de cultură generală în ziarele “Albina” din Viena, “Concordia”„ din Budapesta și “Luminătorul”„ din Timișoara. S-a bucurat de aprecierea regelui Carol I cât și de prietenia Mocioneștilor, a episcopului Ioan Popasu și a lui Vicențiu Babeș.
A fost ales de trei ori consecutiv președinte de onoare al Expoziției europene de pictură de la Paris.

## Decorații
Ofițerul a  primit multe distincții, intre altele: 
- Crucea de Cavaler al Ordinul Imperial Leopold (1872)
- Ordinul împărătesc rus al Marii Cruci a Ordinului Sfântul Stanislav
- Ordinul regal român al Marii Cruci a ordinului Steaua a României[necesită citare]
- Ordinul Regatului Sardiniei al Marii Cruci a ordinului Sf. Maurițiu și Lazăr,
- Ordinul împărătesc persan de mare ofițer al ordinului al Soarelui și Leului